# Jerônimo (telenovela)
Jerônimo é uma telenovela brasileira produzida e exibida pelo SBT entre 5 de novembro de 1984 e 2 de março de 1985, em 102 capítulos, às 18h. Baseada na radionovela Jerônimo, o Herói do Sertão, de Moysés Weltman, foi escrita pelo próprio Moysés, com supervisão de Crayton Sarzy, sob direção geral de Antonino Seabra. É a segunda adaptação televisiva da obra, após o seriado Jerônimo, o Herói do Sertão (1972) da TV Tupi, que também trouxe Francisco di Franco 
como protagonista.
Conta com Francisco di Franco, Suzy Camacho, Joffre Soares, Jussara Freire, Marcos Caruso, Rogério Márcico, Annamaria Dias e Neusa Borges nos papéis principais.

## Enredo
Jerônimo é um cavaleiro justiceiro que chega em Cerro Bravo com o órfão Moleque Saci e a namorada Aninha para ajudar a população a se livrar dos bandidos e dos desmandos do temido  Coronel Saturnino Bragança, rico fazendeiro que toma terras e obriga outros fazendeiros a entregarem suas propriedades.

## Elenco
| Ator/Atriz          | Personagem                 |
| ------------------- | -------------------------- |
| Francisco di Franco | Jerônimo                   |
| Suzy Camacho        | Aninha Bragança            |
| Joffre Soares       | Coronel Saturnino Bragança |
| Jussara Freire      | Suzana                     |
| Marcos Caruso       | Dr. Otoniel                |
| Rogério Márcico     | Coronel Valdomiro Seixas   |
| Annamaria Dias      | Maria Homem de Seixas      |
| Neusa Borges        | Gumercinda                 |
| Geny Prado          | Dona Batatinha             |
| Ênio Gonçalves      | Eduardo                    |
| Paulo Hesse         | Dr. Pileque                |
| Amilton Monteiro    | Dr. Martim                 |
| Arnaldo Weiss       | Dr. Esperidião             |
| Dante Ruy           | Coronel Ventura            |
| Guy Loup            | Efigênia                   |
| Felipe Levoto       | Antônio Caveira            |
| Josmar Martins      | Alonso Bragança            |
| Zé Luiz Pinho       | Tomás                      |
| Vera Lúcia Passos   | Lucinha                    |
| Eduardo Silva       | Moleque Saci               |

### Participações especiais
| Ator/Atriz          | Personagem        |
| ------------------- | ----------------- |
| Eleu Salvador       | Zé da Bíblia      |
| Borges de Barros    | Tony Boy          |
| Edmundo Vieira      | William           |
| Aldo Bueno          | João de Deus      |
| Aldo Bueno          | João Corisco      |
| Eduardo Abbas       | Honorato          |
| Benê Silva          | Pai Jeremias      |
| Jack Militello      | Inspetor Carnaúba |
| Rita Bérgamo        | Sônia             |
| Wanderleia Procópio | Cátia             |
| Terezinha Cubana    | Joana             |

## Reprises
Foi reprisada pela primeira vez entre 14 de outubro de 1985 a 7 de março de 1986, na íntegra, às 14h30, e sendo substituída por Angelito.
Foi reprisada pela segunda vez entre 7 de janeiro a 2 de março de 1991, em 48 capítulos, às 18h00 e sendo substituída por A Justiça de Deus. 

## Trilha Sonora
1. Jerônimo
2. Varandas
3. Mensageiro d'alegria
4. Acalanto
5. Moleque Saci
6. Curió
7. Meu doce herói
8. A menina dos meus olhos
9. Doce herói
10. A canção de Jerônimo
11. Nesse mato tem coelho
12. Seu moço